# Augenblicksversagen
Der Ausdruck Augenblicksversagen beschreibt in der deutschen Rechtswissenschaft den Umstand, dass der Handelnde für eine kurze Zeit die im Verkehr erforderliche Sorgfalt außer Acht gelassen hat.
Der vom Bundesgerichtshof in der zivilrechtlichen Judikatur zum Versicherungsrecht herausgebildete Rechtsbegriff spielt auch bei Verkehrsordnungswidrigkeiten eine gewichtige Rolle, insbesondere als Einwand gegen ein bußgeldrechtliches Regelfahrverbot.
Ein Augenblicksversagen kann der Ahndung einer Ordnungswidrigkeit als grobe oder beharrliche Verletzung der Pflichten eines Kraftfahrzeugführers im Sinne von § 25 Abs. 1 Satz 1 1. Alt. Straßenverkehrsgesetz (StVG) entgegenstehen (subjektiver Schuldminderungsgrund).
Nach ständiger Rechtsprechung des Bundesgerichtshofs gilt für den Begriff der groben Fahrlässigkeit jedoch kein ausschließlich objektiver, nur auf die Verhaltensanforderungen des Verkehrs abgestellter Maßstab. Ein Augenblicksversagen allein ist deshalb kein ausreichender Grund, den Schuldvorwurf der groben Fahrlässigkeit herabzustufen, wenn die objektiven Merkmale der groben Fahrlässigkeit gegeben sind. Vielmehr müssen weitere, in der Person des Handelnden liegende besondere Umstände hinzukommen, die den Grund des momentanen Versagens erkennen und in einem milderen Licht erscheinen lassen.
Das kann beispielsweise bei einer Hirnleistungsschwäche und Gefäßsklerose der Fall sein, die das Gedächtnis- und Konzentrationsvermögen beeinträchtigen, bei einer Konzentrationsschwäche, die darauf beruht, dass der Handelnde mit einer bestimmten Tätigkeit dauernd beschäftigt ist, die ständig Konzentration erfordert, oder einem Rotlichtverstoß infolge des Mitzieheffekts, wenn der Fahrer ortsfremd und die Lichtzeichenanlage unübersichtlich angebracht ist, nicht dagegen bei einer „kurzfristigen Geistesabwesenheit“ beim Heranfahren an eine Kreuzung.
Welche hinzutretenden Gründe letztlich geeignet sein können, den Schuldvorwurf zu mindern, ist eine Frage des Einzelfalls. Dabei spielt auch die Gefährlichkeit der Handlung eine Rolle, denn mit der Größe der möglichen Gefahr wächst auch das Maß der zu erwartenden Sorgfalt.
In einem Team mit gegenseitigen Kontrollaufgaben kann ein Augenblicksversagen durch ständig wiederkehrende Tätigkeiten auftreten, bei denen die gegenseitige Kontrolle zur Routine wird (Überroutine). Das gemeinsame Versagen ist dann nicht auf mangelnde Erfahrung zurückzuführen, sondern auf die immer wiederkehrende gleichförmige Routine.